# 일본어대응수화
일본어대응수화(일본어: 日本語対応手話)란, 일본어의 문법과 어순에 수화 단어를 적용시킨 수화의 일종이다. 대응수화(対応手話), 시무코무(シムコム, simu-com, simultaneous communication), 손가락일본어(手指日本語), 동시법(同時法)이라고도 불린다.

## 사용 상황
일본 수화 사용자에게 일본어대응수화라는 표현은 사용하기 어려워서 일본 수화 사용자 중에는 일본어대응수화라는 표현을 멸시하고 "시무코무", "손가락 일본어" 등이라고 부르는(수화에서는 없다는 경우가 있는) 경우도 있다.
일본어대응수화는 주로 일본의 난청자나 중도 실청자가 사용한다. 또한 청자가 사용하는 수화는 일본어대응수화인 것도 많았다. 또한 일본의 공립 농학교의 교직원이 사용하는 수화는 일본어대응수화인 경우가 많다.